# Enrique Lugo
Enrique Penabella Lugo (24 novembre 1938) è un ex schermidore cubano.

## Biografia
Ha partecipato ai Giochi della XVIII Olimpiade di Tokyo nel 1964.

## Palmarès
In carriera ha conseguito i seguenti risultati:
- Giochi Panamericani:

Winnipeg 1967: bronzo nel fioretto a squadre.
Cali 1971: oro nella sciabola a squadre ed argento nel fioretto a squadre.